# Maresiella polynesica
Maresiella polynesica är en kräftdjursart som beskrevs av Mueller1992. Maresiella polynesica ingår i släktet Maresiella och familjen Gnathostenetroidae. Inga underarter finns listade i Catalogue of Life.